# 秋田秀幸
秋田 秀幸（あきた ひでゆき、1955年4月29日 - ）は、静岡県静岡市出身の元プロ野球選手（内野手）、中央大学硬式野球部元監督。

## 来歴・人物
小学3年生の頃からソフトボールを始め、末広中学校では軟式野球部に所属し県大会で投手として準優勝を経験している。因みに決勝戦で対戦した相手校には袴田英利（大里中学校）がいた。
静岡商業高校では2年生エース高橋三千丈を擁し、1973年春の選抜に出場。1回戦で、この大会に優勝した広島商の佃正樹に完封負けを喫する。同年の夏は県予選準々決勝に進出するが、静岡学園に敗退。
卒業後は中央大学へ進学。東都大学野球リーグでは4年間全試合全イニングに出場、通算103試合、380打数95安打、打率.250、6本塁打、42打点を記録した。1年生時、1974年秋季リーグで優勝、首位打者となり、三塁手としてベストナインにも選出されている。同年の明治神宮野球大会でも、エース田村政雄が決勝で江川卓を擁する法大を1-0で完封し、初優勝を飾る。その後は駒大の台頭もあって優勝には届かなかったが、1976年の第5回日米大学野球選手権大会日本代表に選出されている。4年次は主将を務めた。
1977年秋のドラフト会議で中日ドラゴンズに5位指名され入団。3年目の1980年に一軍に上がり、同年は1試合、翌1981年は2試合に一塁手として先発出場を果たすも、あまり活躍の場には恵まれなかった。1982年オフ、現役引退。
現役引退後は一般企業に就職していたが、2012年には母校である中央大学硬式野球部の監督に、高橋善正に代わって就任。1年目から主戦投手として活躍した島袋洋奨を2年生から指導するも、初めて指揮を執った同年春の開幕戦から延長15回、226球を島袋1人に投げ切らせるなど、現代野球らしからぬ起用法をとり、島袋は3戦目後に故障。その後の島袋の低迷の要因になったとも言われる。2016年をもって退任し、同部監督は清水達也に代わった。

## 詳細情報

### 年度別打撃成績
| 年 度     | 球 団     | 試 合 | 打 席 | 打 数 | 得 点 | 安 打 | 二 塁 打 | 三 塁 打 | 本 塁 打 | 塁 打 | 打 点 | 盗 塁 | 盗 塁 死 | 犠 打 | 犠 飛 | 四 球 | 敬 遠 | 死 球 | 三 振 | 併 殺 打 | 打 率 | 出 塁 率 | 長 打 率 | O P S |
| --------- | --------- | ----- | ----- | ----- | ----- | ----- | -------- | -------- | -------- | ----- | ----- | ----- | -------- | ----- | ----- | ----- | ----- | ----- | ----- | -------- | ----- | -------- | -------- | ----- |
| 1980      | 中日      | 18    | 18    | 16    | 2     | 2     | 0        | 0        | 0        | 2     | 0     | 0     | 0        | 0     | 0     | 1     | 0     | 1     | 6     | 0        | .125  | .222     | .125     | .347  |
| 1981      | 中日      | 17    | 22    | 20    | 0     | 3     | 0        | 0        | 0        | 3     | 0     | 0     | 0        | 1     | 0     | 1     | 0     | 0     | 8     | 0        | .150  | .190     | .150     | .340  |
| 通算：2年 | 通算：2年 | 35    | 40    | 36    | 2     | 5     | 0        | 0        | 0        | 5     | 0     | 0     | 0        | 1     | 0     | 2     | 0     | 1     | 14    | 0        | .139  | .205     | .139     | .344  |

### 記録
- 初出場：1980年6月1日、対広島東洋カープ9回戦（広島市民球場）、6回表に田尾安志の代打で出場
- 初打席・初安打：同上、6回表に大野豊から
- 初先発出場：1980年8月17日、対ヤクルトスワローズ11回戦（ナゴヤ球場）、「8番・一塁手」で先発出場

### 背番号
- 37（1978年 - 1982年）